# Änglapelargoner

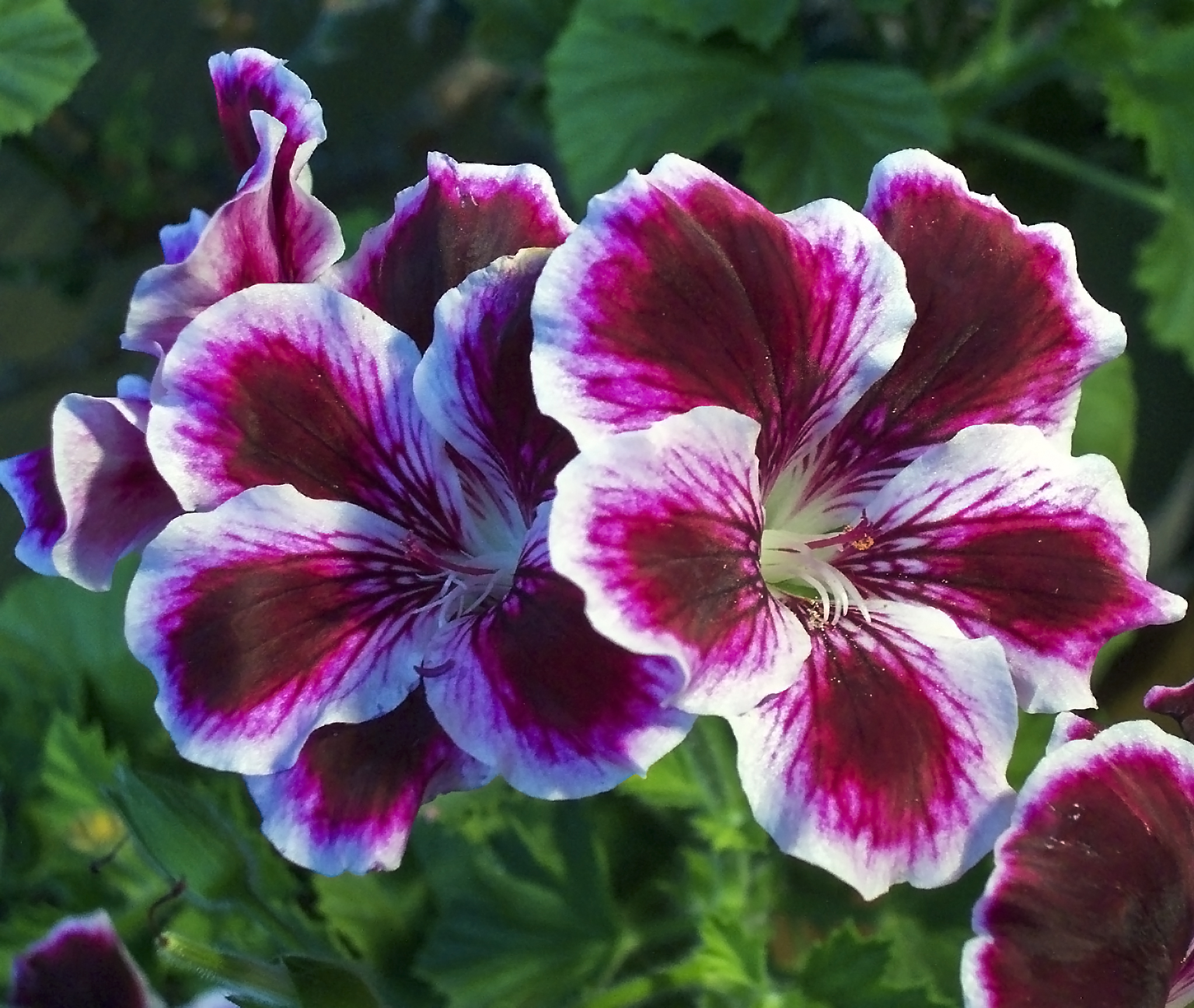
Änglapelargonen "Randy".

Änglapelargoner är en typ av pelargoner som utvecklades under 1900-talets första hälft, men typen blev populär i Sverige först i slutet av 1900-talet. Britten Arthur Langley-Smith spelade en stor roll i utvecklingen av änglapelargoner och kallas därför ofta änglapelargonens fader. En majoritet av änglapelargonerna i handeln stammar från korsningar av vildpelargonen Pelargonium crispum och en typ av engelsk regalpelargon.
Änglapelargon är en populär krukväxt och ettårig växt i svenska trädgårdar. De flesta typer blir 20–30 cm höga och är jämförelsevis tåliga mot vind och regn. Dessa pelargoner klarar av temperaturer ner till cirka 10°C.
Vissa änglapelargoner har även blivit populära snittblommor.